# Лебедева, Елена Олеговна
Лебедева Елена Олеговна (род. 8 июня 1964, Днепропетровск) — российский автор песен, исполнитель, поэт и прозаик.

## Биография
Родилась 8 июня 1964 в Днепропетровске (Украина), окончила музыкальную школу по классу фортепиано, сама научилась играть на гитаре.

Самоученичество оказалось высокого уровня — уже в юности Елена пользовалась репутацией «единственной женщины в КСП, которая действительно умеет играть на гитаре».
Одна из наиболее известных работ Елены Лебедевой — виниловая пластинка песен Веры Матвеевой «Я ушла гулять по городу», записанная в 1989 году на фирме Мелодия совместно с Галиной Богдановской. Елена считает этот проект одним из самых главных в её творческой жизни. Пластинка эта сразу же принесла известность обеим исполнительницам, на долгие годы сделав их дуэт своего рода эталоном исполнительского мастерства.
Елена Лебедева — лауреат многочисленных Всесоюзных и Международных фестивалей авторской песни, ныне участвует в работе жюри фестивалей. 

Выступает с концертами в Америке, Канаде, Европе, Украине, России, Израиле.
С 1991 года живёт в Бостоне.
Неоднократно концертировала с Сергеем Никитиным, в 2007 году по его приглашению выступала в Московском «Доме Музыки» в программе «Сергей Никитин представляет: Елена Фролова, Андрей Крамаренко, Елена Лебедева». 

По приглашению Ольги Владимировны Окуджавы пела в московском концертном зале им. Чайковского — вместе с Еленой Камбуровой, Андреем Макаревичем, Сергеем Никитиным…
Елена пишет песни на свои стихи, но считает себя в первую очередь исполнителем.
Помимо собственных песен в творческом багаже Елены Лебедевой произведения Булата Окуджавы, Михаила Щербакова, Веры Матвеевой, Владимира Высоцкого, Виктора Луферова, Александра Мирзаяна, Александра Галича, Яны Симон, Елены Фроловой, Владимира Туриянского, Владимира Васильева и многих других.

## Дискография
| № | Название | Выходные данные                          | Более подробно |
| - | --- | ---------------------------------------- | -------------- |
| 1 | CD «Я УШЛА ГУЛЯТЬ ПО ГОРОДУ» Песни В.Матвеевой исполняют: Вера Матвеева, Елена Лебедева и Галина Богдановская | 1998, «Московские окна ЛТД», Москва      | >>>            |
| 2 | CD «СТАРЫЕ ПЕСЕНКИ» (из архивов Я. Соболевского и С.Шишкина)                                                  | 2001, Архив, Днепропетровск, Севастополь | >>>            |
| 3 | CD «ЗАПИСИ 80х годов» (из архивов Я.Соболевского)                                                             | 2002, Архив, Днепропетровск              | >>>            |
| 4 | CD «ПРО КРЫМ И ВСЕ ОСТАЛЬНОЕ» запись с концерта                                                               | 2002, Нью-Джерси, США                    | >>>            |
| 5 | CD «МЫ С ТОБОЙ УЖЕ ЗДЕСЬ БЫЛИ» Авторские песни                                                                | 2005, Бостон, США                        | >>>            |
| 6 | CD «СКАЖИ АПОСТОЛУ ПЕТРУ» (авторские песни-посвящения)                                                        | 2008, Бостон, Днепропетровск.            | >>>            |
| 7 | CD «В РОССИИ РАССТАЮТСЯ НАВСЕГДА» (песни о Родине)                                                            | 2009, Бостон, Днепропетровск, Москва     | >>>            |
| 8 | CD «ART-ОБСТРЕЛ» (концерт по заявкам в двух отделениях)                                                       | 2014, Бостон                             |                |